# Strava (aplikace)
Strava je webová stránka a mobilní aplikace pro měření atletické aktivity přes GPS. Má sídlo v americkém San Franciscu. Nazývá se „sociálních sítí atletů“. Nejčastěji pomocí ní sportovci měří výkony při cyklistice a běhání. Firma byla založena v roce 2009. Aplikace je dostupná pro Android a iOS v angličtině a mnoha dalších jazycích.